# Conrad Fink
Conrad Warmund Christian Maria Fink (* 7. Juli 1900 in München; † 25. Juli 1981) war ein deutscher Bibliothekar und Politiker (BP, CSU). 

## Leben und Beruf
Nach dem Besuch der Volksschule und dem Abitur am Gymnasium in München nahm Fink ein Studium der Philologie, Religionswissenschaft und Kunstgeschichte an den Universitäten in München und Marburg auf, das er mit der Promotion zum Dr. phil. beendete. Im Anschluss daran arbeitete er in einem wissenschaftlichen Antiquariat und im staatlichen Bibliotheksdienst, zuletzt als Oberbibliotheksrat. Während der Zeit des Nationalsozialismus wurde er von 1937 bis 1945 von der Gestapo observiert. Nach alliierter Ausbombung zog er in den Landkreis Pfarrkirchen und ließ sich in Postmünster nieder.

## Politik
Fink war von 1919 bis 1933 Mitglied der Bayerischen Volkspartei (BVP). Nach dem Zweiten Weltkrieg betätigte er sich erneut politisch, trat Anfang 1946 in die Christlich-Soziale Union (CSU) ein und wurde zum CSU-Kreisvorsitzenden in Pfarrkirchen gewählt. Er war seit März 1946 Flüchtlingskommissar und wurde im Juni 1946 Landrat des Landkreises Pfarrkirchen. Im März 1948 wechselte er zur Bayernpartei (BP) über.
Fink wurde bei der ersten Bundestagswahl 1949 für die Bayernpartei in den Deutschen Bundestag gewählt und errang bei der Wahl ein Direktmandat im Wahlkreis Pfarrkirchen. Als sich am 14. Dezember 1951 die BP-Fraktion mit der des Zentrums zur Föderalistischen Union (FU) zusammenschloss, um sich den Fraktionsstatus zu erhalten, wurde Fink zum Parlamentarischen Geschäftsführer der neuen Fraktion bestimmt. Er verließ jedoch aus Protest gegen den Zusammenschluss die Partei und die FU und schloss sich am 5. Januar 1952 der CSU-Landesgruppe an. 
Er war bis Januar 1952 Mitglied des Ausschusses für gesamtdeutsche Fragen und des Ausschusses für Berlin, außerdem von September 1950 bis Januar 1952 Mitglied des Ausschusses für Außenhandelsfragen. Im Februar und im März 1952 war er kurze Zeit im Ausschuss für Lastenausgleich und von Juni 1951 bis Januar 1952 im Ausschuss für Heimatvertriebene. Ab Februar 1952 war Fink Mitglied im Ausschuss für Petitionen und ab März 1952 im Ausschuss für Rechtswesen und Verfassungsrecht. Mit Ablauf der Legislaturperiode 1953 schied Fink aus dem Bundestag aus.

## Veröffentlichung
- Rottaler Heimatbüchlein und Pfarrkirchener Museumsführer. Pfarrkirchen, 1949.